# Joanne Catherall
Joanne Catherall (18 de setembro de 1962) é uma das duas vocalistas femininas da banda inglesa de synthpop The Human League .
Em outubro de 1980, Catherall era uma menina de 18 anos quando ela e sua melhor amiga Susan Ann Sulley foram descobertas na Crazy Daisy Nightclub em Sheffield por Philip Oakey , o vocalista e membro fundador da banda. Em pouco tempo, ela e Sulley foram convidados a participar da turnê européia da banda, que estava em crise após a separação do grupo original. A dupla então se juntou a Oakey na formação de uma nova linha comercialmente bem-sucedida de The Human League.
Catherall permanece na banda desde então, trabalhando pelos próximos 30 anos. Hoje, ela é parceira de negócios da banda.